# Harold French
Harold French (* 23. April 1897 in London, England; † 10. Oktober 1997 ebenda) war ein britischer Schauspieler und Filmregisseur.
Harold French begann 1912 als Bühnenschauspieler. Ab 1923 bis etwa 1936 stand er auch vor der Kamera. Mit Beginn des Zweiten Weltkriegs begann French als Regisseur zu arbeiten und inszenierte einige Kriegs- und Propagandafilme, u. a. The House of the Arrow, nach einem Roman von A. E. W. Mason, und The Day Will Dawn.

## Filmografie (Auswahl)
Darsteller
- 1932: When London sleeps
- 1934: The Girl in the Crowd

Drehbuch
- 1935: Gangster, Frauen und Brillanten (Jump for Glory)

Regie
- 1940: Major Barbara (ungenannte Co-Regie)
- 1944: Mr. Emmanuel
- 1946: Jugendliebe – Drei Tage Ferien… (Quiet Weekend)
- 1948: Quartett (Quartet)
- 1949: Adam & Evelyne – auch Produktion
- 1949: Starke Herzen (My brother Jonathan)
- 1950: Das tanzende Wien (The Dancing Years)
- 1950: So ist das Leben (Trio)
- 1951: Dakapo (Encore)
- 1952: Der Mann, der sich selbst nicht kannte (The Man Who Watched Trains Go By) – auch Drehbuch nach einem Roman von Georges Simenon
- 1953: Rob Roy – Der königliche Rebell (Rob Roy: The Highland Rogue)
- 1954: Der Mann, der Rothaarige liebte (The Man Who Loved Redheads)
- 1954: Verbotene Fracht (Forbidden Cargo)